# Imagine (MINMIのアルバム)
『imagine』（イマジン）は、MINMIの2枚目のアルバム。2004年6月30日に ビクターエンタテインメント からリリースされた。

## 解説
- 前作から約1年3か月ぶりとなるオリジナルアルバム。

## 収録曲
1. Intro
2. Another World
3枚目のシングル。
3. STEP
4. Interlude l
5. アイの実
4枚目のシングル。
6. Interlude ll
7. Put A Spell On U (aka MMB)
8. imagine
9. Interlude lll
10. EVERYDAY feat. 湘南乃風
11. HAPPY SONG 2004
12. Who's Theme
13. 四季ノ唄
14. Just a woman
これまでになかったバラード作品。友人から「そろそろバラード歌っていいのでは？」と言われたのをきっかけに制作された。
ここ何年かビート感のある曲ばかりを聴いていたため、バラードはさっぱり聴いておらず、この曲を制作するまでビートのない世界で歌うのに興味がわかなかったという。ビート感のないバラードを聴きそれが逆に新鮮に聞こえ、自分もこういうのをやりたいということで制作に至ったと本人は語っている。
15. Step feat. TAKAFIN
16. Independent★Woman／MINMI & PUSHIM - 初回プレス盤のみBonusTrack
17. The Rock City／MINMI & VADER - 初回プレス盤のみBonusTrack
18. Outro